# Rajon Dschumgal
Der Rajon Dschumgal (englische Schreibweise Jumgal)  ist ein Rajon in Kirgisistan mit 48.513 Einwohnern (Stand 2022). Er ist dem Oblus Naryn untergeordnet. Verwaltungssitz ist Tschajek.

## Geographie und Verkehr
Die Fläche des Rajons beträgt 4.803 km². Ein Großteil der Bevölkerung lebt in einem langgestreckten Tal. Hauptverkehrsachse ist die A361, die dieses Tal durchfährt. Das Gebiet ist recht gebirgig. Wichtigste Flüsse sind der Kökömeren und der namensgebende Nebenfluss des Kökömeren Dschumgal.

## Bevölkerung
| Jahr | Einwohnerzahl |
| ---- | ------------- |
| 1939 | 25.501        |
| 1970 | 34.306        |
| 1979 | 41.493        |
| 1989 | 44.613        |
| 1999 | 40.902        |
| 2009 | 40.718        |
| 2022 | 48.513        |

## Gliederung
Der Rajon beinhaltet 30 Dörfer in 13 Landgemeinden. Eine ehemalige Siedlung städtischen Typs ist Mingkusch. Die 13 Landgemeinden sind:
| Landgemeinde    | Verwaltungssitz | Einwohner 2009 | Einwohner 2021 |
| --------------- | --------------- | -------------- | -------------- |
| Basch-Kuugandy  | Basch-Kuugandy  | 2.353          | 3.283          |
| Bajsakow        | Bajsak          | 5.216          | 6.268          |
| Dschangy-Aryk   | Dschangy-Aryk   | 5.013          | 5.373          |
| Dschumgal       | Dschumgal       | 2.044          | 2.971          |
| Kabak           | Tabylgyty       | 2.086          | 2.601          |
| Kek-Oi          | Kek-Oi          | 2.132          | 2.943          |
| Kujrutschuk     | Kujrutschuk     | 2.296          | 3.032          |
| Kysyl-Dschyldys | Kysyl-Dschyldys | 1.667          | 2.411          |
| Mingkusch       | Mingkusch       | 3.353          | 3.993          |
| Sujumbajew      | Tasch-Döbö      | 1.627          | 2.036          |
| Tschaek         | Tschaek         | 9.581          | 12.583         |
| Tschong-Döbö    | Tschong-Töbö    | 1.167          | 1.511          |
| Tugol-Sai       | Tugol-Sai       | 2.030          | 2.436          |
| Gesamt          |                 | 40.718         | 48.657         |